# Isparta

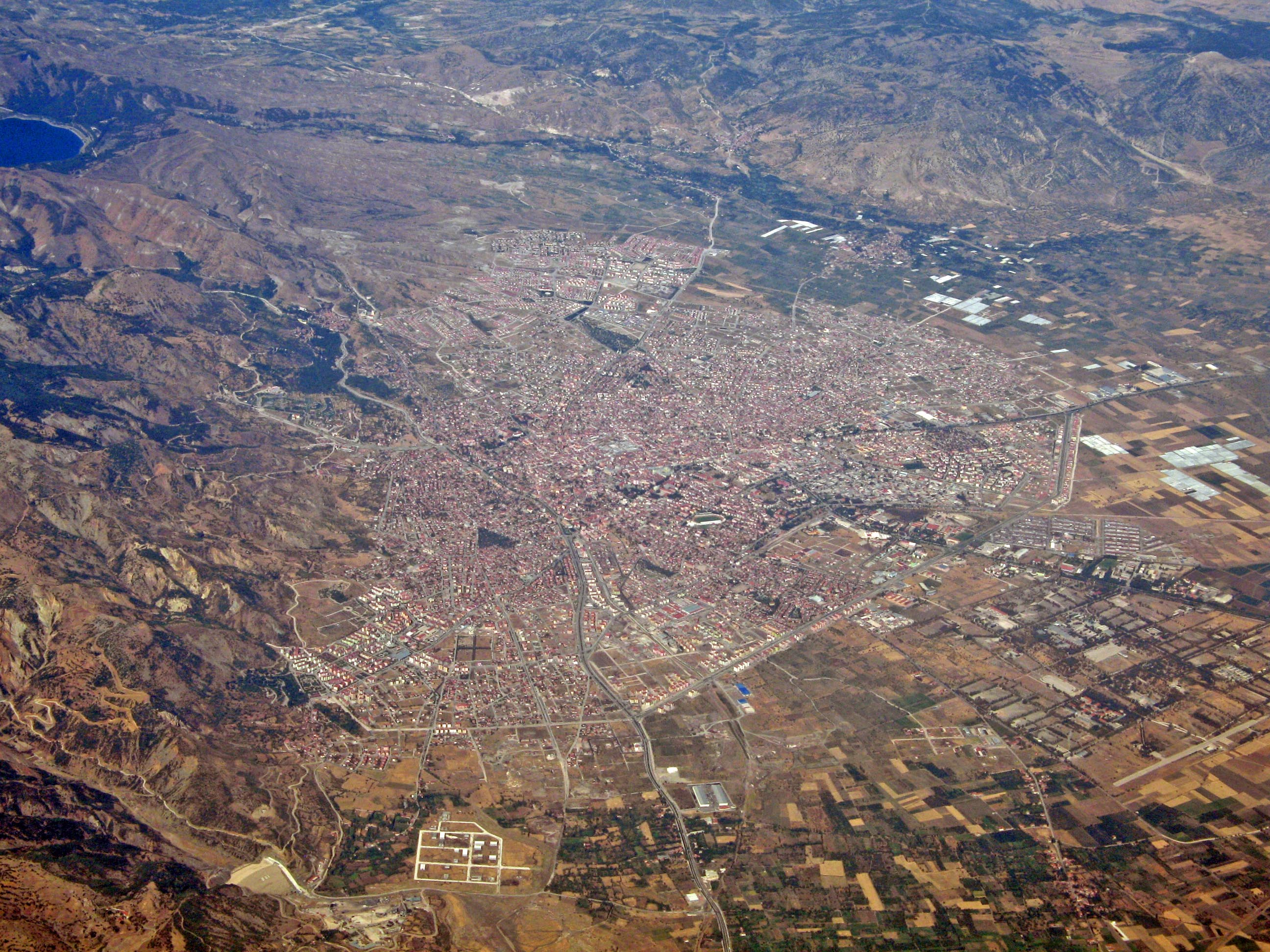
Widok na miasto z lotu ptaka

Isparta (gr. Σπάρτη, także Baris/Βάρις) – miasto w południowo-zachodniej Turcji, w górach Taurus, na południowy zachód od jeziora Egridir.
Ośrodek administracyjny prowincji Isparta, przemysł (spożywczy, chemiczny, włókienniczy), ośrodek usługowo-handlowy regionu rolniczego (uprawa maku i róż), rzemieślniczy (produkcja dywanów). W mieście znajduje się muzeum archeologiczne. Znajdują się tu pozostałości cytadeli z okresu Bizancjum. Miasto liczy 167 900 mieszkańców (2003).